# 宮崎市立江平小学校
宮崎市立江平小学校（みやざきしりつえひらしょうがっこう）は、宮崎県宮崎市橘通西にある公立小学校。

## 概要
- 児童数 - 811名（2023年5月24日）[1]
- 学校の木 - えのき

## 沿革
- 1929年4月1日 - 宮崎市立第6宮崎尋常小学校として開校。
- 1929年5月22日 - 校舎落成式挙行。この日を創立記念日とする。
- 1941年 - 宮崎市立第6宮崎国民学校に改称。
- 1947年 - 宮崎市第6小学校に改称。
- 1950年 - 現校名に改称。
- 1955年 - 西池に分校を設置。
- 1956年 - 西池の分校が西池小学校として分離。

## 通学区域
江平小学校の通学区域には以下の区域が指定されている。
- 青葉町の一部
- 江平中町
- 江平西
- 江平東
- 江平東町
- 大島町の一部

- 北権現町
- 権現町
- 下原町の一部
- 神宮1丁目
- 神宮東1丁目
- 高千穂通

- 橘通西5丁目の一部
- 橘通東4丁目、5丁目
- 錦本町
- 錦町
- 原町

- 丸島町
- 丸山
- 宮崎駅東2丁目、3丁目
- 柳丸町
- 吉村町の一部

## 校歌
①日向のなだの　波の音
　明るく広い　この心
　光　光　みなぎる光
　われらのまなびや　江平校
②霧島山の　いや高く
　正しく清い　この命
　希　希　輝く希
　われらのまなびや　江平校
③宮崎原の　ふかみどり
　おおしく強い　この体
　力　力　あふるる力
　われらのまなびや　江平校

## 出身者
- 都成竜馬 - 将棋棋士[3]